# Kd Kaiser’s drugstore
Die kd Kaiser’s Drugstore GmbH war eine Drogeriemarktkette mit Hauptsitz in Hamm, die Filialen unter dem Kürzel Kd (Eigenschreibweise: kd) betrieb. Sie war eine Tochtergesellschaft der Unternehmensgruppe Tengelmann und wurde 2005 an Rossmann veräußert.

## Geschichte
Kd wurde als Tochter von Kaiser’s im Jahr 1969 gegründet. Die erste Filiale befand sich in Neuss, gefolgt von weiteren Märkten in Düsseldorf und ebenfalls in Neuss im selben Jahr. Geplant war die Eröffnung von ca. 30 bis 40 weiterer Drogeriemärkte bis zum Ende des Jahres 1970. Zu Beginn präsentierte man bereits gut 200 Artikel für Herren, rund 100 Artikel waren im Bereich Fußpflege zu finden. Zudem führte man auch Produkte der Kaiser’s Tengelmann-Eigenmarke Naturkind.
Im Zuge der Neuaufstellung des Tengelmann-Konzerns stand auch eine Neuausrichtung von Kd im Fokus. Im Geschäftsjahr 1998/1999 betrieb Kd rund 540 Filialen und erwirtschaftete einen Umsatz von etwa 900 Millionen DM. Bis zum Ende des Geschäftsjahres 2000 wurden alle Filialen auf das 1997 eingeführte Filialkonzept kd 2000 umgestellt. Als Slogan wurde dabei „Hier bin ich Kaiser!“ genutzt. 2001 betrieb man über 500 Filialen und beschäftigte fast 4000 Mitarbeiter. Im August 2003 wurde bekannt, dass Rossmann zum 1. September des gleichen Jahres 69 Kd-Filialen übernehmen und auf Rossmann umflaggen wird. Zeitgleich wurde bekannt, dass das operative Geschäft von 320 Filialen ebenfalls von Rossmann übernommen werden soll, die Filialen flaggten vorerst weiter als Kd, das Sortiment wurde jedoch von Rossmann bezogen. Auch die Verwaltung in Hamm und das Lager in Apfelstädt bestanden vorerst weiter. Entgegen der ersten Angaben wurden bis März 2005 200 der damals noch 307 vorhandenen Filialen bereits auf das Erscheinungsbild und Sortiment von Rossmann umgeflaggt worden. Die 307 Filialen erwirtschafteten dabei im Geschäftsjahr einen Umsatz von 354 Millionen EUR. Im März 2005 wurde bekannt, dass das Unternehmen komplett von Rossmann übernommen werden soll. Die restlichen Filialen flaggten ebenfalls auf Rossmann um.

## Trivia
Ein 2000 unter dem Titel Polizeirevier ausgestrahlter Werbefilm wurde im folgenden Jahr mit dem Werbefilmpreis Klappe in Bronze ausgezeichnet. Der Spot zeigte einen Mann, der auf einem Polizeirevier erkennungsdienstlich fotografiert wurde, wobei der Fotograf Interesse am Model zeigt und sich daraus ein Fotoshooting entwickelt. Kernaussage des Spots sollten die günstigen Preise für Fotoabzüge bei Kd sein.